# Henry Daniels
Henry Ellis Daniels (2 octobre 1912 - 16 avril 2000), est un statisticien britannique. Il est président de la Royal Statistical Society (1974-1975) et reçoit sa médaille d'or Guy en 1984, après une médaille d'argent en 1947. Il est membre de la Royal Society en 1980. La carte de Parry-Daniels porte son nom (avec le mathématicien britannique William Parry).

## Biographie
La famille de Daniels est juive, d'origine russe (en partie polonaise et en partie lituanienne). Il fait ses études à l'école George Heriot. Il est ensuite diplômé de l'Université d'Édimbourg (M.A. Hons. 1933 , PhD 1943) et poursuit ses études au Clare College, Cambridge (BA 1935). En 1957, il devient le premier professeur de statistiques mathématiques à l'Université de Birmingham. Il reste à l'université jusqu'à sa retraite en 1978. Après sa retraite, il va à Cambridge et y vit jusqu'à sa mort. Il est décédé à l'hôpital Royal Shrewsbury, après avoir subi un "accident vasculaire cérébral massif" à l'heure du petit-déjeuner la veille. 
En 1950, Daniels épouse Barbara Pickering; ensemble, ils ont deux enfants.